# マイラ・ブエノ・シウバ
マイラ・ブエノ・シウバ（Mayra Bueno Silva、1991年8月22日 - ）は、ブラジルの女性総合格闘家。ミナスジェライス州ウベルランジア出身。アメリカン・トップチーム所属。UFC世界女子バンタム級ランキング8位・フライ級ランキング15位。

## 来歴
2015年1月から、サンパウロとカンピーナスのジムに住み込みながらトレーニングを積んだ。同年にプロ総合格闘技デビュー。
2018年8月10日、Dana White's Contender Series Brazil 1でマヤナ・ソウザと対戦し、ニンジャチョークで1R一本勝ちを収め、UFCとの契約権を獲得した。

### UFC
2018年9月22日、UFC初出場となったUFC Fight Night: Santos vs. Andersでジリアン・ロバートソンと対戦し、腕ひしぎ十字固めで1R一本勝ち。
2020年3月14日、UFC Fight Night: Lee vs. Oliveiraでマリーナ・モロズと対戦し、0-3の判定負け。キャリア初黒星を喫したが、ファイト・オブ・ザ・ナイトを受賞した。
2022年4月16日、バンタム級復帰戦となったUFC on ESPN: Luque vs. Muhammad 2でウー・ヤナンと対戦し、3-0の判定勝ち。ファイト・オブ・ザ・ナイトを受賞した。
2023年2月18日、UFC Fight Night: Andrade vs. Blanchfieldで女子バンタム級ランキング12位のリナ・ランズバーグと対戦。膝十字固めで2R一本勝ち。パフォーマンス・オブ・ザ・ナイトを受賞した。
2023年7月15日、UFC on ESPN: Holm vs. Bueno Silvaで女子バンタム級ランキング3位の元UFC世界女子バンタム級王者ホリー・ホルムと対戦し、ニンジャチョークで2R一本勝ち。2試合連続のパフォーマンス・オブ・ザ・ナイトを受賞した。2023年8月21日、ネバダ州アスレチック・コミッションの月例会議で、シウバがホルム戦の薬物検査でリタリン酸の陽性反応を示したことが明らかにされた。シウバは、ADHDの治療のため服用していた処方薬であることを明かし、リタリンは競技会外の使用は認められているため、これまでも過去3年間にわたって服用し、ファイトウィークの月曜日に服用をやめていたが、今回に限ってなぜか体内に薬物が残っていたと説明した。2023年10月17日、ネバダ州アスレチック・コミッションはシウバに4カ月半の出場停止処分を科し、試合結果をノーコンテストに変更した。
2024年1月20日、UFC 297のUFC世界女子バンタム級王座決定戦で女子バンタム級ランキング2位のラケル・ペニントンと対戦し、0-3の5R判定負け。王座獲得に失敗した。
2024年6月29日、UFC 303で女子バンタム級ランキング7位のメイシー・チアソンと対戦し、2RにドクターストップでTKO負け。

## 人物・エピソード
- レズビアンであることを公表しており、同じく総合格闘家でUFCにも参戦したグロリア・ジ・パウラと交際している[11]。

## 戦績
| 総合格闘技 戦績 | 総合格闘技 戦績 | 総合格闘技 戦績 | 総合格闘技 戦績 | 総合格闘技 戦績 | 総合格闘技 戦績 | 総合格闘技 戦績 |
| --------------- | --------------- | --------------- | --------------- | --------------- | --------------- | --------------- |
| 17 試合         | (T)KO           | 一本            | 判定            | その他          | 引き分け        | 無効試合        |
| 10 勝           | 1               | 7               | 2               | 0               | 1               | 1               |
| 5 敗            | 1               | 0               | 4               | 0               | 1               | 1               |

| 勝敗 | 対戦相手                     | 試合結果                               | 大会名                                                                 | 開催年月日     |
| ×    | ジャスミン・ジャスダビシアス | 5分3R終了 判定0-3                      | UFC Fight Night: Adesanya vs. Imavov                                   | 2025年2月1日   |
| ×    | メイシー・チアソン           | 2R 1:58 TKO（ドクターストップ）        | UFC 303: Pereira vs. Procházka 2                                       | 2024年6月29日  |
| ×    | ラケル・ペニントン           | 5分5R終了 判定0-3                      | UFC 297: Strickland vs. du Plessis 【UFC世界女子バンタム級王座決定戦】 | 2024年1月20日  |
| －   | ホリー・ホルム               | ノーコンテスト（シウバの薬物検査失格） | UFC on ESPN 49: Holm vs. Bueno Silva                                   | 2023年7月15日  |
| ○    | リナ・ランズバーグ           | 2R 4:46 膝十字固め                     | UFC Fight Night: Andrade vs. Blanchfield                               | 2023年2月18日  |
| ○    | ステファニー・エッガー       | 1R 1:17 腕ひしぎ十字固め               | UFC on ESPN 40: Santos vs. Hill                                        | 2022年8月6日   |
| ○    | ウー・ヤナン                 | 5分3R終了 判定3-0                      | UFC on ESPN 34: Luque vs. Muhammad 2                                   | 2022年4月16日  |
| ×    | マノン・フィオロ             | 5分3R終了 判定0-3                      | UFC Fight Night: Ladd vs. Dumont                                       | 2021年10月16日 |
| △    | モンタナ・デ・ラ・ロサ       | 5分3R終了 判定1-0                      | UFC Fight Night: Rozenstruik vs. Gane                                  | 2021年2月27日  |
| ○    | マーラ・ロメロ・ボレラ       | 1R 2:29 腕ひしぎ十字固め               | UFC Fight Night: Covington vs. Woodley                                 | 2020年9月19日  |
| ×    | マリーナ・モロズ             | 5分3R終了 判定0-3                      | UFC Fight Night: Lee vs. Oliveira                                      | 2020年3月14日  |
| ○    | ジリアン・ロバートソン       | 1R 4:55 腕ひしぎ十字固め               | UFC Fight Night: Santos vs. Anders                                     | 2018年9月22日  |
| ○    | マヤナ・ソウザ               | 1R 1:02 ニンジャチョーク               | Dana White's Contender Series Brazil 1                                 | 2018年8月10日  |
| ○    | ダイアニ・フィルミーノ       | 5分5R終了 判定2-1                      | Batalha MMA 5 【BMMA女子バンタム級王座決定戦】                         | 2017年3月11日  |
| ○    | タイナ・タイグマ             | 1R 1:20 腕ひしぎ十字固め               | Premium Fight Championship 7                                           | 2016年9月21日  |
| ○    | マリリア・サントス           | 1R 5:00 TKO（棄権）                    | Sidney Sibamba Fight 4                                                 | 2016年4月30日  |
| ○    | シャン・リー                 | 1R 0:58 腕ひしぎ十字固め               | Delta Fight Club                                                       | 2015年3月7日   |

## 獲得タイトル
- BMMA女子バンタム級王座（2017年）

## 表彰
- UFC パフォーマンス・オブ・ザ・ナイト（2回）
- UFC ファイト・オブ・ザ・ナイト（2回）